# سول الزهر (الحديدة)

تعديل مصدري - تعديل

سول الزهر هي إحدى قرى مديرية بيت الفقيه، التابعة لمحافظة الحديدة اليمنية، بلغ تعداد سكانها 2198 نسمة حسب الإحصاء الذي أجري عام 2004.